# آگوستای غربی (ویرجینیا)
آگوستای غربی (به انگلیسی: West Augusta) یک منطقهٔ مسکونی در ایالات متحده آمریکا است که در شهرستان آگاستا، ویرجینیا واقع شده‌است. آگوستای غربی ۵۷۶٫۰۸ متر بالاتر از سطح دریا واقع شده‌است.